# Guarea subsessilifolia
Guarea subsessilifolia är en tvåhjärtbladig växtart som beskrevs av Al.Rodr.. Guarea subsessilifolia ingår i släktet Guarea och familjen Meliaceae. Inga underarter finns listade i Catalogue of Life.